# Sigmund von Henle

Sigmund von Henle

Sigmund Henle, ab 1882 Ritter von Henle , (* 30. Juni 1821 in München; † 9. Oktober 1901 ebenda) war ein deutscher Jurist und Politiker in Bayern.

## Leben
Henles Vorfahren waren jüdische Hoffaktoren. Sein Großvater war der Kaufmann Elkan Henle (1761–1833) in Fürth, ein Vorkämpfer der jüdischen Emanzipation. Seine Eltern waren der Waren- und Wechselsensal Benedikt Henle und Thérèse Ottenheimer. Sigmund hatte vier Geschwister, darunter die Schriftstellerin Elise Henle.
1838 schloss er das (heutige) Wilhelmsgymnasium München mit dem Abitur ab. Er studierte an der Ludwig-Maximilians-Universität München Jura und Philosophie. 1841 wurde er im Corps Bavaria München recipiert. Im Jahr 1845 wurde Henle mit seiner Dissertation De jure quoad embryones (Verlag F.S. Hübschmann, 1845) an der Universität München promoviert. Anschließend war er von 1846 bis 1870 Korrespondent der in Augsburg erscheinenden Allgemeinen Zeitung.
Er war Geheimer Hofrat, Advokat in München sowie Kronanwalt und Syndikus der Krone Bayern. Im Secundo-Genitur-Prozess, dem Streit um das Erbe von Otto (Griechenland), vertrat Henle den Prinzen Otto (Bayern). Henle war auch bis zu dessen Tod (1888) ein enger Vertrauter und Berater des Herzogs Max Joseph in Bayern, dem Vater von Elisabeth von Österreich-Ungarn (Sisi).
Im Februar 1871 zunächst als zweiter Ersatzmann im Wahlkreis München I in die Bayerische Ständeversammlung gewählt, rückte er im August 1873 nach und gehörte bis 1881 als Nationalliberaler der Kammer der Abgeordneten (Bayern) an. Zum ersten Mal war damit unter den Abgeordneten des katholischen München auch ein Jude im Parlament vertreten. Dort spielte er eine große Rolle als Parlamentsredner, musste sich allerdings auch antisemitische Anzüglichkeiten seiner politischen Gegner anhören.
Es gelang ihm 1873 seinen Sohn Heinrich – aus seiner 1850 geschlossenen Ehe mit Emma Pollak – als ersten jüdischen Zögling in das Kadettenkorps aufnehmen zu lassen. Nachdem er 1881 wegen eines schweren Augenleidens auf sein Abgeordnetenmandat verzichtet hatte, wurde er 1882 vom bayerischen König Ludwig II. mit Verleihung des Verdienstordens der Bayerischen Krone in den bayerischen persönlichen Adelsstand als Ritter von Henle erhoben. Sein Bruder Jacob (1826–1905), der in der Generaldirektion der bayerischen Staatseisenbahn tätig war, erhielt dieselbe Auszeichnung im Jahr 1898. Henle saß bis zu seinem Tod im  Aufsichtsrat der Schwandorfer Tonwarenfabrik.